# 实兴乡
实兴乡，是中华人民共和国贵州省毕节市织金县下辖的一个乡镇级行政单位。

## 行政区划
实兴乡下辖以下地区：
新场村、石备村、石底村、小干坝村、鸭寨村、杉树寨村、大干坝村、补鲊村、上坝村、下坝村、白龙村、龙井村和大地村。